# 漆間巌
漆間 巌（うるま いわお、1945年4月19日 - ）は、日本の警察官僚。警察庁長官、内閣官房副長官などを歴任。「第二の後藤田」との異名を持つ。勲等は旭日大綬章。

## 経歴
警視庁警察官の子として東京で生まれ育ち（本籍は大分県）、兄に同じく警察官僚の漆間英治（中部管区警察局長などを歴任。1958年警察庁入庁）がいる。
都立日比谷高校、東京大学法学部卒業後、1969年に警察庁入庁。入庁同期に、金重凱之、林則清、中田好昭（関東管区警察局長）など。
入庁後10年ほどは刑事畑を歩んでいたが、1980年から1983年まで外務省に出向し在ソ連日本大使館一等書記官を経験して以降は、警備公安畑の主要ポストも経験するようになった。
奈良県警察本部長、愛知県警察本部長、大阪府警察本部長、警視庁副総監、警察庁警備局長、警察庁次長などを歴任。その後、2004年8月13日から2007年8月まで警察庁長官を務めた。北朝鮮による日本人拉致問題などに直面し、異例の3年間に亘る長期在任であった。
退官後は財団法人交通事故総合分析センター理事長を務めていたが、2008年9月24日の麻生内閣発足とともに内閣官房副長官（事務担当）に起用された。警察庁出身の内閣官房副長官は川島廣守以来32年ぶりである。

## 警察の裏金問題に対する態度
漆間が警察庁長官だった時期、全国の警察本部で不正経理の発覚が相次いだ。これに対し漆間は「全国で相次ぐ不正経理で予算の不適正執行が判明すれば、正し、返還する行政処分だけではなく、刑事処分も含めた厳正対応が私の責任」と述べたが、その一方で2005年、宮城県の浅野史郎知事（当時）が宮城県警察の捜査報償費について会計文書の閲覧と捜査員の聴取を要求し、県警側がこれに応じなかったため予算執行を停止すると、「捜査協力者に知事が会う目的で文書の開示を求めるならば、警察活動への介入そのもの。言語道断だと思う。執行停止によって一線の捜査活動に大変な支障が生じ、治安活動にもブレーキがかかる。知事は治安責任を果たしていないのではないか」と発言。また愛知県警察総務部が1971年に作成した裏帳簿に漆間の兄である漆間英治の名が記載されていることが発覚、漆間本人も1996年に架空の出張旅費を申請し裏金を捻出していた疑惑を追及されている。

## 内閣官房副長官起用の経緯
2001年（平成13年）12月22日に発生した九州南西海域工作船事件の際に、当時警察庁警備局長だった漆間が、防衛庁（当時）よりも早く北朝鮮の工作船であると断定し、「重装備の可能性が高い」と指摘していたことや、北朝鮮全般に詳しいことが、当時、内閣官房副長官だった安倍晋三の信頼に繋がったとされる。
2007年の警察庁長官退任にあたり、官邸のインテリジェンス機能の強化を図る意味合いで、安倍内閣で内閣官房副長官就任の話があった。しかし、この年の参議院選挙で自民党が惨敗した結果、安倍が動きがとれずに退陣に追い込まれ、内閣が短命に終わったため実現しなかった。
麻生内閣誕生のおりには、漆間のほか、嶋津昭・地域総合整備財団理事長（元総務事務次官、旧自治省出身）、香山充弘・自治医科大学理事長（元総務事務次官、旧自治省出身）も内閣官房副長官候補として有力視されていた。各省庁の事務方の調整を担う事務担当の副長官には、旧内務省系官庁の中でも、旧自治省・旧厚生省の事務次官経験者が任命されることが多かったが、あえて警察庁出身（警察庁長官経験者）の漆間が起用された理由として、拉致問題などに関する漆間の姿勢が評価されたことや、漆間が警察の公安部門と刑事部門の双方を渡り歩き、「両刀遣い」として知られていたことから、「最強の情報機関」である警察の有する情報収集能力と、警察を動かす権力を期待しての起用だとされる。
また、漆間が警察官僚出身であることから警察情報が得られ、小沢一郎民主党代表の持病である狭心症の状態や、民主党大物議員のマルチ商法スキャンダルを調査させるという目的であることも取りざたされた。

## 公務員制度改革への消極的姿勢
漆間は公務員制度改革に非協力的とされており、特に官僚の天下りを抑制することには強く反対している。政治評論家の屋山太郎によると、漆間は「天下りしてどこが悪い」と発言したといわれている。
2009年3月13日の毎日新聞の報道によれば、関係者談として政治主導で各府省の幹部人事を一元化し、省庁間の縦割り行政を是正するために政府が2010年4月に導入を予定している「内閣人事・行政管理局」の組織案で、当初は官房副長官級を想定していた局長職が、強力な局長の誕生を懸念する官僚の意を受けた漆間の圧力で政務官級に格下げされ、公務員制度改革を骨抜きにしようとしていた事実が明らかになった。

## 西松建設事件に関する発言
2009年3月5日、漆間は定期的に開かれている記者団との懇談の席で、小沢一郎民主党代表の秘書が東京地方検察庁に逮捕される状況下にあった西松建設事件の捜査に関して発言した（発言の詳細は後述）。
この懇談の席は記者が政府の高官から政策の真意や背景を聞くために行うものでオフレコ扱いであったが、マスメディアの側では記者がニュース性があると判断した発言は「政府高官」を主語にして報道する不文律があると認識されており、政府高官が政治家が絡む事件の捜査の見通しについて言及することはきわめて異例であったことから、マスメディアの一部はこの発言をニュースと判断し、発言内容を報じた。発言に関する各紙の報道内容は、下記のとおりである。
| 朝日新聞     | 政府高官は5日、西松建設の違法献金事件について、首相官邸で記者団に「自民党側は立件できないと思う。特に（違法性の）認識の問題で出来ないだろう」と述べ、自民党議員に捜査は拡大しないとの認識を示した。        |
| 読売新聞     | 政府筋は5日、西松建設の違法献金事件について、「自民党の方にまで波及する可能性はないと思う。あの金額で違法性の認識を出すのは難しい」と述べ、自民党議員に捜査は拡大しないとの認識を示した。                  |
| 日本経済新聞 | 政府高官は五日、西松建設の巨額献金事件について「自民党に及ぶことは絶対ない。請求書のようなものがあれば別だが、金額が違う。立件はない」と述べ、事件が自民党側に波及することはないとの見通しを明らかにした。 |

懇談会では取材メモは取られていなかったため正確な発言の内容は明らかではないが、この発言について報じた一部メディアによれば、「政府高官」は（検察は西松建設事件で）「自民党に及ぶことは絶対ない」と述べたとされ、断定的な表現によって自民党への捜査への見通しを発言した（日本経済新聞等）と報道されている。一方で、西松建設事件について、「「自民党の方にまで波及する可能性はないと思う。あの金額で違法性の認識を出すのは難しい」と述べ、自民党議員に捜査は拡大しないとの認識を示した」と報じたメディアもあり（読売新聞、朝日新聞等）、この表現によれば、事件が自民党に波及する可能性について推定する趣旨で言及したものである。
この発言は、断定的な報道をしたマスメディアを中心に、政府の要職にあるものが「検察は自民党を立件することはない」と言明したものであると受け取られ、検察の捜査が公正中立・不偏不党であることに疑念を抱かせるものとの批判がなされた。発言を上述のように断定したものと解釈すれば、本来検察の捜査に関与する立場にない政府高官が検察の捜査情報や証拠を知っていたのではないかという疑念を抱かせ、また政府高官がマスメディアの前で「自民党への捜査はない」と断言することは検察への間接的な圧力になるとも考えられるためである。かねて総選挙間近の情勢で小沢周辺へ強制捜査が行われたことを「国策捜査」と批判してきた民主党は、この発言について国会で追及する構えを見せ、自民党内でも不用意な発言に対する批判の声があがった。
漆間は報道後の6日、「あくまで一般論であり、違法性の認識を立証するのは難しい」という観点での発言であって、報道のようなとらえ方は記者がしたもので自分の本意ではないと匿名のまま釈明し、またマスメディアが発言者として実名で報道することを拒否したが、発言をめぐる反響の広がりを受けて麻生内閣は発言者を公表することを決め、3月8日のフジテレビ「新報道2001」にゲスト出演していた河村建夫内閣官房長官が、この件の「政府高官」とは、官邸の警察マター（警察関連）担当の漆間巌官房副長官であり、前述の発言は記者懇談会での質問に対して発言した物であった事を番組中に明らかにして、政府としてマスメディアの前で初めて「政府高官」の実名を公表した。
9日、漆間は参議院予算委員会で政府参考人として答弁するとともに記者会見を行い、問題の発言は一般論として捜査に関する観測を述べたものであると公式に釈明し、またまた特定の政党を挙げた発言は行った記憶はなく、記者との間には記憶の齟齬があるとした。

## 略年譜

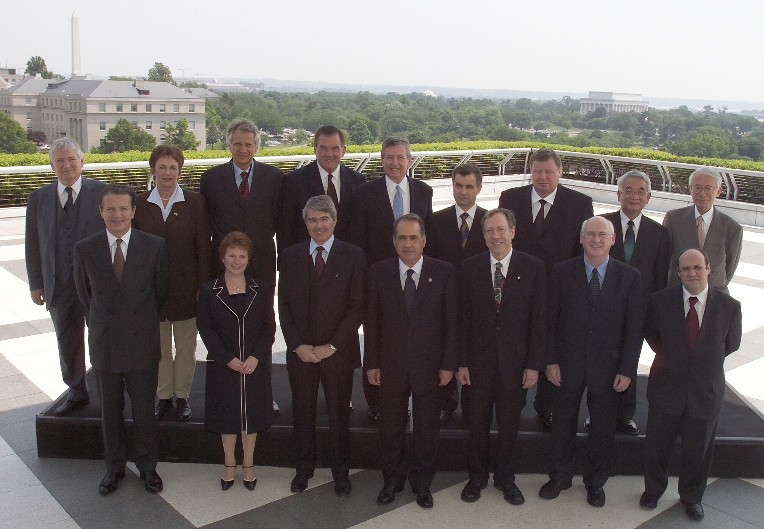
2004年5月11日、主要8ヶ国司法・内相会合にて（漆間は上段右端）

- 1968年（昭和43年） 国家公務員採用上級甲種試験（法律）合格
- 1969年（昭和44年）6月 東京大学法学部卒業
- 1969年（昭和44年）7月 警察庁入庁
- 1974年（昭和49年）警視庁刑事部捜査第二課管理官
- 1975年（昭和50年）8月 千葉県警察本部刑事部捜査第二課長
- 1977年（昭和52年）8月 愛知県警察本部捜査第二課長
- 1978年（昭和53年）8月 警視庁警務部教養課長
- 1980年（昭和55年）3月 在ソ連日本大使館一等書記官
- 1987年（昭和62年）2月6日 陸上幕僚監部調査部第2課別室長
- 1989年（平成元年）8月18日 奈良県警察本部長
- 1991年（平成3年）1月18日 警察庁警備局外事第一課長
- 1992年（平成4年）1月20日 警察庁長官官房企画課長
- 1994年（平成6年）7月27日 警察庁長官官房審議官（交通局担当）
- 1996年（平成8年）8月20日 愛知県警察本部長
- 1999年（平成11年）1月18日 警視庁副総監
- 2000年（平成12年）1月11日 大阪府警察本部長
- 2001年（平成13年）5月18日 警察庁警備局長
- 2002年（平成14年）8月2日 警察庁次長
- 2004年（平成16年）8月13日 警察庁長官
- 2007年（平成19年）8月16日 退官
- 2007年（平成19年）8月 警察庁顧問
- 2008年（平成20年）3月 財団法人交通事故総合分析センター理事長
- 2008年（平成20年）4月 大和ハウス工業顧問
- 2008年（平成20年）9月24日 内閣官房副長官
- 2009年（平成21年）9月16日 同退任
- 2009年（平成21年）10月 大和ハウス工業顧問に復帰
- 2013年（平成25年）2月 国家安全保障会議の創設に関する有識者会議のメンバーに就任[21]
- 2015年（平成27年）4月29日 春の叙勲で旭日大綬章受章[22]
- 2022年（令和4年）9月 一般社団法人日本危機管理協会　会長就任